# (15250) Nishiyamahiro
(15250) Nishiyamahiro est un astéroïde de la ceinture principale.

## Description
(15250) Nishiyamahiro est un astéroïde de la ceinture principale. Il fut découvert le 28 février 1990 à Kitami par Kin Endate et Kazuro Watanabe. Il présente une orbite caractérisée par un demi-grand axe de 2,94 UA, une excentricité de 0,17 et une inclinaison de 9,6° par rapport à l'écliptique.

## Compléments